# Municipio de Brookland
El municipio de Brookland (en inglés: Brookland Township) es un municipio ubicado en el condado de Craighead en el estado estadounidense de Arkansas. En el año 2010 tenía una población de 3146 habitantes y una densidad poblacional de 33,62 personas por km².

## Geografía
El municipio de Brookland se encuentra ubicado en las coordenadas 35°54′59″N 90°32′22″O / 35.91639, -90.53944. Según la Oficina del Censo de los Estados Unidos, el municipio tiene una superficie total de 93.59 km², de la cual 93,29 km² corresponden a tierra firme y (0,32 %) 0,3 km² es agua.

## Demografía
Según el censo de 2010, había 3146 personas residiendo en el municipio de Brookland. La densidad de población era de 33,62 hab./km². De los 3146 habitantes, el municipio de Brookland estaba compuesto por el 97,36 % blancos, el 0,32 % eran afroamericanos, el 0,38 % eran amerindios, el 0,13 % eran asiáticos, el 0,35 % eran de otras razas y el 1,46 % eran de una mezcla de razas. Del total de la población el 1,91 % eran hispanos o latinos de cualquier raza.